# Portsea (del av en befolkad plats i Australien)
Portsea är en del av en befolkad plats i Australien. Den ligger i delstaten Victoria, omkring 60 kilometer söder om delstatshuvudstaden Melbourne. Antalet invånare är 446.
Närmaste större samhälle är Rosebud, omkring 17 kilometer öster om Portsea. 
Genomsnittlig årsnederbörd är 939 millimeter. Den regnigaste månaden är juni, med i genomsnitt 128 mm nederbörd, och den torraste är januari, med 44 mm nederbörd.